# غشاء فوق العضل
الغشاء فوق العضل (بالإنجليزية: epimysium)‏ هو طبقة من النسيج الضام الذي يغلف ويغمد العضلة بأكملها.

## روابط خارجية
- Epimysium في قاموس إي ميديسين